# Viaggi e intemperie
Viaggi e intemperie è l'ottavo album del cantautore italiano Ivan Graziani, pubblicato nel 1980.
Dal disco fu tratto il singolo Firenze (canzone triste)/Angelina, pubblicato nel settembre dello stesso anno, che raggiunse il 5º posto delle classifiche nazionali due mesi più tardi.

## Brani

### Firenze - Canzone triste
Il brano, già pubblicato nel singolo Firenze (canzone triste)/Angelina dello stesso anno tratta di un triangolo amoroso tra il protagonista e narratore, una ragazza e uno studente, irlandese, chiamato Barbarossa spostatosi a Firenze per studiare filosofia.
La relazione si conclude tragicamente quando la ragazza che non si sente a casa nella città, lasciando soli i due ragazzi. Barbarossa decide di tornare in Irlanda con la sua laurea, indifferente mentre il narratore, è disperato da ciò, rimanendo attaccato al suo ricordo.

### Isabella Sul Treno
Il protagonista si trova ad annoiarsi su un vecchio e lento treno dello stato. Nella sua cabina entra una ragazza, Isabella, con cui inizia a parlare chiedendogli di lei.
La ragazza è una spogliarellista, ha studiato danza a Reggio Emilia, è fidanzata con un conte marchigiano con cui fa dei giochi feticisti. 
Ad un certo punto il treno entra in galleria e la ragazza scompare. L'uomo chiede al controllore se l'ha vista e lui gli rivela che probabilmente è matta e gli ha rubato il portafoglio.

## Tracce
Testi e musiche di Ivan Graziani.
Lato A
1. Firenze (canzone triste) – 5:00
2. Isabella sul treno – 5:51
3. Olanda – 4:10
4. Tutto questo cosa c'entra con il R.& R.? – 3:09

Lato B
1. Dada – 5:16
2. Radio Londra – 5:10
3. Siracusa – 5:16
4. Angelina – 3:58

## Formazione
- Ivan Graziani – voce, chitarra acustica, chitarra elettrica

Brani 1-3, 6 prodotti da Douglas Bennett e arrangiati da Giovanni Tommaso
- Tony Sidney – chitarra ritmica
- Dave Bristow – tastiera
- Giovanni Tommaso – basso; arrangiamento e direzione archi (1,3)
- Michael Barker – batteria
- Van Earl Patterson – basso (6)
- Baba Yaga – cori (2,6)

Brani 4, 5, 7-8 prodotti da Ivan Graziani e arrangiati da Ivan Graziani
- Massimo Fabbreschi – basso (4)
- Paolo Rustichelli – pianoforte, sintetizzatore (7)
- Piero Montanari – basso (5,7,8)
- Derek Wilson – batteria
- Rossana Casale & Aida Cooper - cori (4,8)